# 大久保琉那
大久保 琉那（おおくぼ るな、2008年6月15日 - ）は、日本の女性プロレスラー。
埼玉県出身。東京女子プロレス所属。血液型A型。

## 経歴
2023年
- 1月4日、中学生の練習生ももとして入門。
- 3月8日、練習生もものリングネームが大久保琉那に決定[2][3][4]。
- 3月18日、『GRAND PRINCESS '23』有明コロシアム大会にて風城ハルと共にプロレスデビュー[5][6][7]。
- 10月9日、『WRESTLE PRINCESS IV』東京たま未来メッセ大会にて同期の風城ハルを破り初勝利[8][9][10][11][12][13]。

2024年
- 1月4日、高校受験に専念するため、後楽園ホール大会を最後に欠場[14]。
- 3月3日、新宿FACE大会の前説で第一志望校への合格を発表。
- 3月16日、ラジアントホール大会で復帰。
- 10月27日、学業との両立が困難となったため、両国KFCホール大会での上福ゆき戦を最後にプロレス活動を無期限休止[15]。

## 人物
- 憧れの選手は上福ゆき。
- SNSのXではアカウントを風城ハルと共用している。

## 得意技
逆片エビ固め
初勝利時のフィニッシャー。
ショルダースルー
エルボー・バット
「舐めんな!」のシャウトとともに放つ。

## 入場曲
- 海月姫 /マサキ（YMZ）